# شهرستان آمرست (ویرجینیا)
شهرستان آمرست، ویرجینیا (به انگلیسی: Amherst County, Virginia) یک سکونتگاه مسکونی در ایالات متحده آمریکا است که در ویرجینیا واقع شده‌است.

## خصوصیات
شهرستان آمرست ۱٬۲۴۰٫۶۱ کیلومترمربع مساحت دارد.